# After Truth
After Truth (Originaltitel: After We Collided) ist ein US-amerikanischer Liebesfilm von Roger Kumble aus dem Jahr 2020 und Nachfolger des 2019 erschienen After Passion, der auf dem gleichnamigen Roman der Autorin Anna Todd basiert, welche hier ebenfalls am Drehbuch beteiligt war. Mit After Love (2021), After Forever (2022) und After Everything (2023) entstanden drei Fortsetzungen unter der Regie von Castille Landon.

## Handlung
Einen Monat nach seiner Trennung von Tessa trifft Hardin auf einen unbekannten Obdachlosen, den er von sich abweist, nachdem dieser versucht hat ihn anzusprechen. Direkt an ihrem ersten Tag als Praktikantin bei Vance Publishing hat Tessa eine peinliche Begegnung mit ihrem Kollegen Trevor Matthews. Christian Vance ist von ihrer Arbeit beeindruckt und lädt Tessa, Trevor und seine Sekretärin und Freundin Kimberly zu einer Veranstaltung in Seattle ein. In einem Nachtclub knüpfen Tessa und Trevor Kontakte zu einem Geschäftsmann, der eine Investition in Vance erwägt, und können ihn nachhaltig beeindrucken. Tessa ruft Hardin betrunken an und bringt ihn dazu, sie ausfindig zu machen. Als er in ihrem Hotelzimmer ankommt, trifft er auf den halbnackten Trevor, dessen Kleidung gerade trocknet, nachdem Tessa versehentlich Wein darauf verschüttet hat. Hardin wirft Trevor aus dem Zimmer und nach einem kurzen Streit haben Tessa und Hardin Sex.
Am nächsten Morgen streiten Hardin und Tessa erneut, bevor Tessa und Trevor gemeinsam mit Vance das Hotel verlassen, der seinen Praktikanten mitteilt, dass er die Finanzierung durch den Geschäftsmann aus dem Nachtclub gesichert hat. Tessa und Hardin bereuen beide ihre Entscheidung, ihre Beziehung zu beenden. Als Tessa in ihre gemeinsame Wohnung zurückkehrt, um einige Sachen zu holen, betritt Hardin die Wohnung mit seiner Mutter Trish, die annimmt, dass die beiden noch immer ein Paar sind. Tessa spielt mit und stellt fest, dass sie die Zeit mit Hardin und Trish genießt, die Tessa in einem privaten Gespräch die Ursache für Hardins Probleme offenbart: Er ist traumatisiert, nachdem er mit ansehen musste wie Trish von Männern vergewaltigt wurde, denen sein Vater Ken Geld schuldete. Am nächsten Tag, ihrem Geburtstag, besucht Tessa das Haus ihrer Mutter Carol und trifft dort auf ihren Ex-Freund Noah. Die beiden enthüllen versehentlich, dass Tessas lange verschollener Vater dort war, um sie zu sehen. Tessa fühlt sich hintergangen, kehrt in Hardins Wohnung zurück und beginnt erneut eine Beziehung mit ihm.
Am ersten Weihnachtstag besuchen Hardin, Tessa und Trish eine Weihnachtsfeier bei Hardins Vater Ken. Hardin ist wütend darüber, dass Ken offenbar bereit ist sich seine Rolle bei dem Angriff auf Trish zu verzeihen, betrinkt sich und greift Ken an. Tessa erzählt Trevor von dem Vorfall, der sie warnt, dass ihre Beziehung zu Hardin nicht gut enden wird. Vance kontaktiert Tessa, um ihr mitzuteilen, dass seine Firma expandiert und nach Seattle umzieht und bietet ihr einen Job dort an. In der Silvesternacht besuchen Tessa und Hardin eine Party in einem Studentenwohnheim, wo sie einige ihrer früheren College-Freunde wiedertreffen. Jeder interpretiert ein Gespräch des anderen falsch: Tessa nimmt an, dass Hardin sie betrügt als sie sieht wie er eine Ex-Freundin um Verzeihung bittet und Hardin erfährt zufällig von Vances Angebot und schließt daraus, dass Tessa ihn für Trevor verlassen wird. Tessa und Hardin streiten sich und Tessa verlässt die Party. Erst am nächsten Tag, nachdem er sein Handy aufgeladen hat, sieht Hardin entschuldigende Nachrichten von Tessa. Als er Tessa anruft, greift sie während der Fahrt nach ihrem Telefon und wird in einen Autounfall verwickelt, bei dem sie verletzt wird.
Am Boden zerstört durch seine indirekte Verantwortung für den Unfall beschließt Hardin die Beziehung zu beenden, aber Trish kann ihn vom Gegenteil überzeugen. Er rast zu Vances Abschiedsparty, wo Vance Kimberly einen Heiratsantrag macht. Tessa streitet sich noch einmal mit Hardin, bevor sie sich entschließt, weiterhin mit ihm zusammenzubleiben. Eines Nachts stellt der Obdachlose, der Hardin zu Beginn des Films angesprochen hat, die beiden zur Rede und enthüllt seine Identität: Richard Young, Tessas Vater.

## Produktion
Im Mai 2019 bestätigte die Produktionsfirma Voltage in Cannes, dass eine Fortsetzung zu After Passion mit erneut Josephine Langford und Hero Fiennes Tiffin in den Hauptrollen produziert werden soll.
Im August 2019 wurde bekannt, dass Roger Kumble (Eiskalte Engel) Regie führen und Dylan Sprouse die Rolle des Trevor Matthews verkörpern wird. Mit Beginn der Dreharbeiten wurde auch der restliche Cast im August bekannt gegeben, wobei die Rollen von Ken und Karen Scott mit Rob Estes und Karimah Westbrook neu besetzt wurden (in After Passion Peter Gallagher und Jennifer Beals).
Der Film erschien am 3. September 2020 in den deutschen Kinos.

## Kritik und Rezeption
Die Kritiken für After Truth fielen überwiegend negativ aus. Auf Rotten Tomatoes erhielt der Film von Kritikern 13 Prozent Zustimmung, basierend auf 16 Bewertungen. Kritisiert wurden überwiegend die schwachen Dialoge und das Erfüllen vieler genretypischer Klischees.
Das Lexikon des internationalen Films vergibt einen von fünf Sternen und beurteilt den Film als „klischeehaftes und realitätsfernes Beziehungs-Hin-und-her, bei dem in schlecht geschriebenen Dialogen platte Lebensweisheiten offeriert werden.“
Bei Fans kam der Film deutlich besser an, auf Rotten Tomatoes bewerteten 93 Prozent den Film positiv. In Deutschland sahen den Film 950.000 Menschen, was ihn zum siebterfolgreichsten Film 2020 in Deutschland machte. Weltweit spielte er 48 Millionen US-Dollar ein.

## Deutsche Synchronfassung
Die deutsche Synchronbearbeitung entstand bei der Interopa Film in Berlin. Antonia Ganz schrieb das Dialogbuch und führte Dialogregie.
| Darsteller          | Deutscher Sprecher   | Rolle           |
| ------------------- | -------------------- | --------------- |
| Josephine Langford  | Sophie Lechtenbrink  | Tessa Young     |
| Hero Fiennes Tiffin | Amadeus Strobl       | Hardin Scott    |
| Shane Paul McGhie   | Kaze Uzumaki         | Landon Gibson   |
| Dylan Sprouse       | Patrick Baehr        | Trevor Matthews |
| Charlie Weber       | Johannes Raspe       | Christian Vance |
| Louise Lombard      | Katrin Zimmermann    | Trish Daniels   |
| Rob Estes           | Frank Röth           | Ken Scott       |
| Candice Accola      | Yvonne Greitzke      | Kimberly        |
| Dylan Arnold        | Sebastian Fitzner    | Noah            |
| Samuel Larsen       | Filipe Pirl          | Zed Evans       |
| Khadijha Red        | Giovanna Winterfeldt | Steph Jones     |
| Max Ragone          | Mika Hinz            | Smith Vance     |
| Inanna Sarkis       | Maximiliane Häcke    | Molly Samuels   |
| Vanessa Dubasso     | Melinda Rachfahl     | Ally            |
| Pia Mia             | Jessica Rust         | Tristan         |